# Los Angeles Angels
Los Angeles Angels is een Amerikaanse honkbalclub uit Anaheim, Californië. De club is in 1961 opgericht.
De Los Angeles Angels spelen hun wedstrijden in de Major League Baseball. De club komt uit in de Western Division van de American League. Het stadion van de Angels heet Angel Stadium of Anaheim. Ze hebben de World Series één keer gewonnen, in 2002.

## Erelijst
Van 1961 t/m 1965 als Los Angeles Angels, van 1965 t/m 1996 als California Angels, en van 1997 t/m 2004 als Anaheim Angels.
- Winnaar World Series (1×): 2002
- Winnaar American League (1×): 2002
- Winnaar American League West (9×): 1979, 1982, 1986, 2004, 2005, 2007, 2008, 2009, 2014
- Winnaar American League Wild Card (1×): 2002

## Bekende Spelers
- Nolan Ryan (1972-1979)
- Rod Carew (1979-1985)
- Vladimir Guerrero (2004-2009)
- Mike Trout (2011-heden)
- Shohei Ohtani (2018-2023)